# Храбово
Храбово или Грабово (укр. Грабове; рус. Грабово) насеље је у Украјини у Доњецкој области. Према процени из 2001. у насељу је живело 1.000 становника.

## Историја
Село се налази на десној обали реке Мијус. Североисточно од насеља (дуж корита реке Мијус) је граница између Доњецке и Луганске области. Први пут се помиње од краја 15. века. Основао га је војни старешина Василиј Иванович Иловајски.
До 1918. године насеље је било у саставу Донске козачке области. Фебруара 1918. године у селу је успостављена совјетска власт.
Дана 17. јула 2014. у атару села је пао авион Малезија ерлајнса, свих 283 путника и 15 чланова посаде је погинуло. Инцидент је одмах доведен у везу са оружаним сукобом између украјинске про-европске владе и про-руских побуњеника који се води управо на подручју где је авион срушен, а који је био повод за строге америчке економске санкције против Русије донесене дан пре због наводне логистичке и друге подршке коју руска влада пружа снагама ДНР и ЛНР. Верује се како је авион срушен противавионским пројектилом, а за што се међусобно оптужују украјинска влада и про-руски побуњеници.
Насеље је од 2014. године под контролом снага самопроглашене Доњецке Народне Републике.

## Становништво
Према процени, у насељу је 2001. живело 1.000 становника.
| 2001. |
| ----- |
| 1.000 |